# 闫小培
闫小培（1956年3月—），女，汉族，重庆人，中华人民共和国政治人物，曾任中国致公党中央委员会常务委员、广东省委副主委、深圳市委主委，深圳市人民政府副市长，第十二届全国人民代表大会重庆地区代表。

## 生平
闫小培毕业于中山大学。2008年，当选第十一届全国政协委员，代表中国致公党，分入第十一组。之后升任中国致公党中央专职副主席。2018年1月，当选第十三届全国政协委员。